# Xã Barton, Quận Gibson, Indiana
Xã Barton (tiếng Anh: Barton Township) là một xã thuộc quận Gibson, tiểu bang Indiana, Hoa Kỳ. Năm 2010, dân số của xã này là 1.677 người.